# ケイティ・ゴールド
ケイティ・ゴールド（Katie Gold, 1978年3月7日 - ）は、アメリカ合衆国のポルノ女優。テキサス州ダラス出身
。

## 経歴
1978年3月7日、ダラスに生まれる。出生名Johanna Bennett Luvaul。デビュー前にストリッパーの職歴あり。
1997年、映画産業でキャリア開始(1999年、一旦退職)。
2002年、フィラデルフィア大学卒業(ファッション・マーチャンダイジング専攻)。
2002年8月、JM Productionsと契約して映画産業に戻る。
今までにElegant Angel, Wicked Pictures, Vividなどと契約。インターネット・アダルト・フィルム・データベースで確認できるだけで390の作品に出演している。

## 賞歴
- 1998年
  - AVNアワード Best Group Sex Scene (Video)(ビデオ最優秀グループセックスシーン)受賞。 作品名：Gluteus to the Maximus[6]
- 1999年
  - AVNアワード　Best Supporting Actress—Video(ビデオ最優秀助演女優)受賞。作品名：Pornogothic[7]
  - XRCO賞　Unsung Siren（栄光なき天才女優）受賞[8]